# IGN
IGN (abbreviazione per Imagine Games Network) è una società di giochi e media di intrattenimento con sede a San Francisco fa parte del network IGN Entertainment Inc., sussidiaria di j2 Global e interamente controllata da Ziff Davis; e diretta dal suo ex redattore capo, Peer Schneider. IGN Entertainment Inc. controlla anche i siti GameSpy, GameStats, Rotten Tomatoes e AskMen.
IGN recensisce e offre notizie riguardanti i videogiochi per console e per PC ma anche film, musica, fumetti e tecnologia.
A dicembre 2022 è il più visitato sito di videogiochi al mondo, con 20 500 000 visitatori stimati mensili. Detiene il primato dal 2013.

## Storia
Fondata nel settembre 1996 come Imagine Games Network, la società gestiva cinque diversi siti web, N64.com, PSXPower, Saturnworld, Next-Generation.com e Ultra Game Players Online. Nel 1998 i primi tre diventarono canali del nuovo sito e del nuovo marchio, IGN.com. Nel settembre del 2005 IGN venne acquisito da News Corporation.
Il 18 settembre 2012 apre la sezione italiana di IGN, gestita dalla redazione locale che comprende, tra gli altri, Simone Soletta (ex coordinatore editoriale di Nextgame.it/Videogame.it), Gianluca Loggia (ex-caporedattore di PlayStation Magazine), Andrea Maderna (ex redattore di Videogame.it e PlayStation Magazine) e Mattia Ravanelli (ex-caporedattore di Nintendo la Rivista Ufficiale).
Il 21 febbraio 2013 viene chiuso il sito GameSpy per concentrarsi su un unico sito, cioè ign.com.

## Game of the Year
IGN assegna il proprio titolo di "gioco dell'anno" (game of the year) e altri riconoscimenti annuali ai migliori videogiochi dal 2001. I vincitori dell'IGN Game of the Year sono scelti dai redattori professionali di IGN.
| Anno | Gioco                                   | Genere                      | Piattaforma                                        | Produttori                               |
| ---- | --------------------------------------- | --------------------------- | -------------------------------------------------- | ---------------------------------------- |
| 2021 | Forza Horizon 5                         | Simulatore di guida         | Xbox One, Xbox Series X/S, Microsoft Windows       | Playground Games                         |
| 2020 | Hades                                   | Action RPG                  | Microsoft Windows, macOS, Nintendo Switch          | Supergiant Games                         |
| 2019 | Control                                 | Avventura dinamica          | PS4, Xbox One, Microsoft Windows                   | Remedy Entertainment                     |
| 2018 | God of War                              | Avventura dinamica          | PS4, Microsoft Windows                             | Santa Monica Studio                      |
| 2017 | The Legend of Zelda: Breath of the Wild | Avventura dinamica          | Wii U, Nintendo Switch                             | Nintendo                                 |
| 2016 | Overwatch                               | Sparatutto in prima persona | Microsoft Windows, PS4, Xbox One                   | Blizzard Entertainment                   |
| 2015 | The Witcher 3: Wild Hunt                | Action RPG                  | Microsoft Windows, PS4, Xbox One                   | CD Projekt                               |
| 2014 | Dragon Age: Inquisition                 | Action RPG                  | PS3, Xbox 360, PS4, Xbox One, Microsoft Windows    | BioWare                                  |
| 2013 | The Last of Us                          | Avventura dinamica          | PlayStation 3                                      | Naughty Dog                              |
| 2012 | Journey                                 | Avventura                   | PlayStation 3, PlayStation 4, Microsoft Windows    | Thatgamecompany                          |
| 2011 | Portal 2                                | rompicapo                   | Microsoft Windows, Xbox 360, PlayStation 3, Mac OS | Valve Software                           |
| 2010 | Mass Effect 2                           | Action RPG                  | Microsoft Windows, Xbox 360, PlayStation 3         | Electronic Arts                          |
| 2009 | Uncharted 2: Among Thieves              | Avventura dinamica, Stealth | PS3, PS4                                           | Naughty Dog                              |
| 2008 | Fallout 3                               | Action RPG                  | Windows, PS3, Xbox 360                             | Bethesda Softworks                       |
| 2007 | Super Mario Galaxy                      | Platform                    | Wii                                                | Nintendo                                 |
| 2006 | Ōkami                                   | Avventura                   | PS2                                                | Capcom                                   |
| 2005 | God of War                              | Avventura dinamica          | PS2                                                | SCE Studios Santa Monica                 |
| 2004 | Half-Life 2                             | Sparatutto                  | Windows, Xbox, Xbox 360, PlayStation 3, Mac OS     | Valve Corporation                        |
| 2003 | Star Wars: Knights of the Old Republic  | Action RPG                  | Xbox, Windows                                      | BioWare                                  |
| 2002 | Battlefield 1942                        | Sparatutto                  | Windows, Mac OS                                    | Digital Illusions Creative Entertainment |
| 2001 | Halo: Combat Evolved                    | Sparatutto                  | Xbox, Windows                                      | Bungie Studios                           |